# Герб Чехии
Герб Чехии — один из государственных символов Чешской Республики наряду с флагом и гимном, утверждён в 1993 году.

## Описание
Герб Чехии представляет собой соединение трёх гербов стран Чешской короны во времена Средневековья. Малый герб Чехии, серебряный лев с двумя хвостами на красном фоне, расположен в верхней левой и нижней правой частях герба. Красно-белый орёл на синем поле символизирует Моравию, а чёрный орёл на золотом фоне символизирует Силезию.

## История герба

### Герб Королевства Чехия
Самым первым чешским гербом был герб Чешского королевства (XI—XII вв.), на котором красовалась чёрная орлица на белом щите среди языков пламени. Это был родовой герб первой династии чешских королей Пршемысловичей, правивших с 874 по 1306 год. Однако уже в 1158 году при короле Владиславе I (до коронации известен как князь Владислав II) чёрную орлицу сменил на чешском гербе белый лев на красном щите. Он должен был напоминать о храбрости и доблести, проявленной воинами в сражениях с иноземными захватчиками. В конце XII века чешский лев получил корону, а чуть позже, на рубеже XII—XIII веков, при короле Пржемысле II Отокаре лев стал изображаться двухвостым. В окончательном виде герб утвердился к 1250 году и сохранялся в течение многих веков. Иногда коронованного льва окружали гербы земель, зависимых от чешских королей: Моравии, Силезии, Верхних и Нижних Лужиц, некоторых австрийских, венгерских и германских владений.
В 1526 году Чехия оказалась под властью Габсбургов. Чешский лев стал одним из элементов австрийского герба, но в то же время почти четыре века оставался символом национальной самобытности чешского народа и говорил о его стремлении к свободе.
|                                              |                                                |                                                   |
| Древнейший герб Чехии — святовацлавский орёл | Самая древняя версия чешского льва, около 1270 | Герб Королевства Богемии в составе Австро-Венгрии |

### Герб Протектората Богемия и Моравия
|  | § 5 Большой герб протектората Богемия и Моравия имеет четверочастный щит. В его левом верхнем и нижнем правом поле изображён герб Богемии: на червлёном щите серебряный двухвостый лев в прыжке, устремлённый влево, с разинутой пастью, высунутым языком, с золотой короной и вооружением. В верхнем правом и нижнем левом поле — герб Моравии: на лазуревом щите орёл, устремлённый влево, шахматный серебром и червленью, с золотой короной и вооружением. |
|  | § 4 Малый герб протектората Богемия и Моравия представляет собой: на червлёном щите серебряный двухвостый лев в прыжке, устремлённый влево, с разинутой пастью, высунутым языком, с золотой короной и вооружением. |

### Герб Чешской Республики
|  | § 2. (1) Большой государственный герб представляет собой четверочастно разделённый щит, в первом и четвертом червлёном поле которого помещён серебряный лев с раздвоенным хвостом в прыжке с золотой короной и золотыми вооружениями. Во втором голубом поле помещена серебряно-червлёная клетчатая орлица с золотой короной и золотыми вооружениями. В третьем золотом поле помещена чёрная орлица с серебряным полумесяцем с клеверовыми трилистниками на концах и крестиком посередине, с золотой короной и червлёными вооружениями. |
|  | Статья 1/§ 2 Малый государственный герб Чешской Республики представляет собой червлёный щит, на котором серебряный рыкающий лев с раздвоенным хвостом, в прыжке, устремлённый влево, с золотыми когтями, золотым языком и золотой геральдической короной. |
|  | С распадом Чехословацкой Федеративной Республики, Чешский национальный совет Законом №. 3/1993 Sb. от 17 декабря 1992 года утвердил оба герба в качестве государственных гербов независимой Чешской Республики. Несколько позже французский щит малого герба был заменён на готический. § 2. (3) Малый государственный герб представляет собой червленый щит, в котором помещён серебряный лев с раздвоенным хвостом в прыжке с золотой короной и золотыми вооружениями.                                                                |